# Oxyonchus australis
Oxyonchus australis är en rundmaskart som först beskrevs av De Man 1904.  Oxyonchus australis ingår i släktet Oxyonchus och familjen Enoplidae. Inga underarter finns listade i Catalogue of Life.